# Fudge

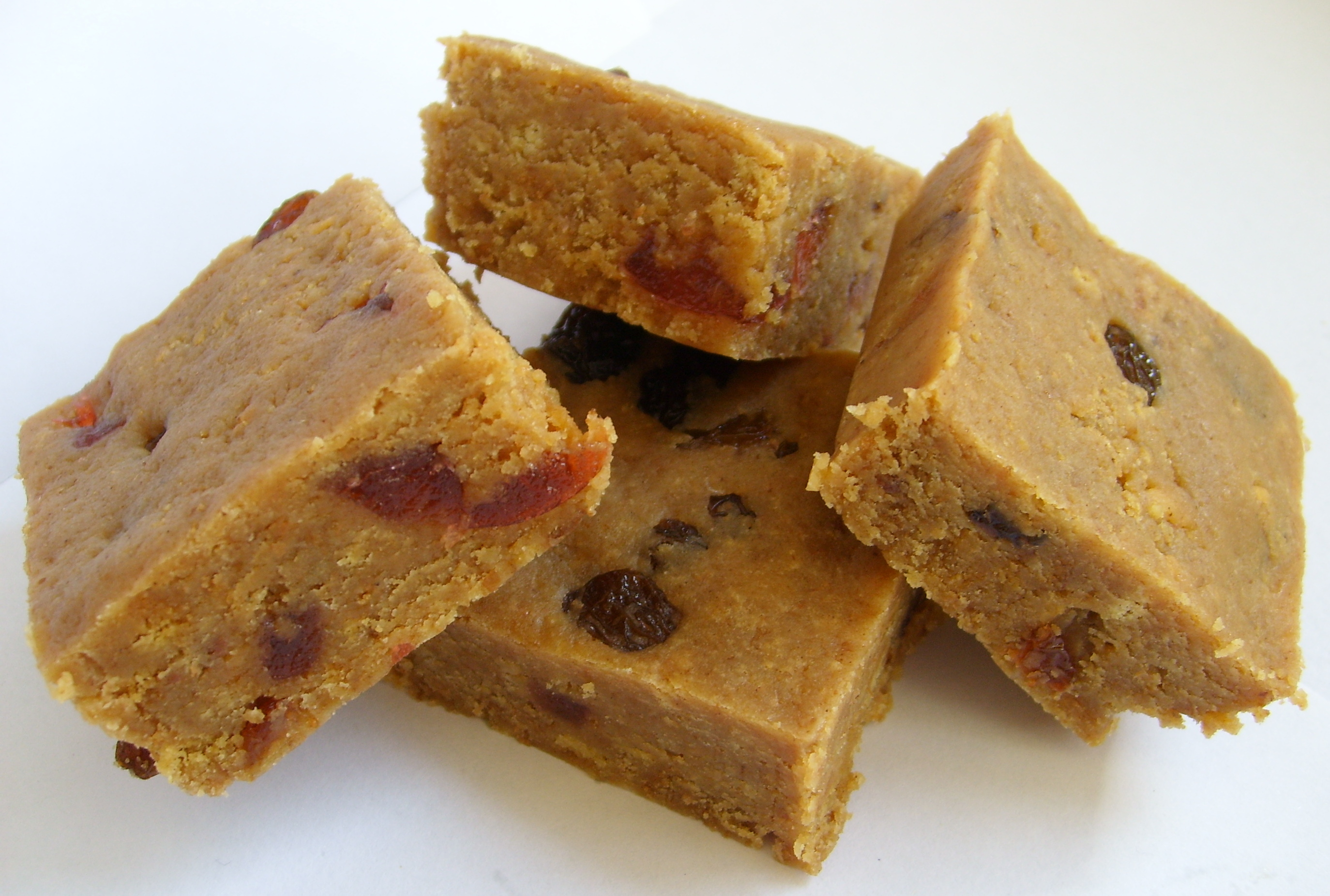
Fudge met fruit

Fudge is snoep gemaakt van boter, suiker en melk of room, en oorspronkelijk afkomstig uit de VS. Dit wordt tot 116°C verhit, en met een garde opgeslagen tijdens het afkoelen, zodat een romige substantie ontstaat. Fudge wordt bij kamertemperatuur gegeten. De smaak komt in de buurt van de vulling van pralines, die op een vergelijkbare manier wordt geproduceerd.

## Productie
Tijdens het maken van fudge is het de bedoeling om het kristalliseren van de suiker zo lang mogelijk uit te stellen, door het met een garde goed op te kloppen. Bij grootschalige fabricage worden hiertoe vaak melkvet en maissiroop toegevoegd. Bij handmatig fudge maken, mag de pan bij de eerste paar graden afkoelen niet eens worden aangestoten, omdat dit de suiker doet kristalliseren. Een goede suikerthermometer is belangrijk, want het mengsel mag niet heter worden dan 116°C. Ook de timing is belangrijk: de opeenvolgende stappen moeten direct na elkaar worden uitgevoerd, anders krijgt de fudge niet de juiste samenstelling. Daarom moeten alle ingrediënten vooraf worden klaargezet en afgewogen (mise-en-place). Als de temperatuur tot 110°C is gezakt, moet het mengsel krachtig worden geslagen, bijvoorbeeld met een elektrische mixer. Als het mengsel dik wordt en zijn glans verliest, kan het zonder mixen verder afkoelen in de koelkast.

## Kristallisatie
Suiker lost beter op in warme vloeistof dan in koude. Bij het maken van fudge wordt daarom een bijna verzadigde kokende vloeistof gemaakt, die zal kristalliseren bij het afkoelen. Bij het maken van fudge is het echter de kunst om het kristalliseren zo lang mogelijk uit te stellen, zodat de oplossing oververzadigd raakt. Daarom mag tijdens het koelen niet langs de wanden of de bodem van de pan geschraapt worden, omdat dit bijna altijd ongewenste suikerkristallen meeschraapt, die het kristallisatieproces te vroeg laten beginnen.

## Smaak
De basissmaak van karamel kan worden vermengd met bijvoorbeeld vanille, chocola of aardbei.